# قطعنامه ۷۷۶ شورای امنیت
قطعنامه ۷۷۶ شورای امنیت سازمان ملل متحد که در تاریخ ۱۴ سپتامبر ۱۹۹۲ تصویب شد، سندی بین‌المللی دربارهٔ بوسنی و هرزگوین است. این قطعنامه طی نشست ۳۱۱۴ام با ۱۲ رای موافق، ۰ مخالف و ۳ ممتنع تصویب شد.